# Vrbno pod Pradědem (stacja kolejowa)
Vrbno pod Pradědem – stacja kolejowa we Vrbnie pod Pradědem, w kraju morawsko-śląskim, w Czechach. Znajduje się na wysokości 525 m n.p.m. i leży na linii kolejowej nr 313 (jako jej stacja końcowa).